# Hypoprepia inculta
Hypoprepia inculta là một loài bướm đêm thuộc phân họ Arctiinae, họ Erebidae.